# Mujahid al-Din Zayn al-Abidin Ali
Mujahid al-Din Zayn al-Abidin Ali ibn Jalal al-Din Shah Shuja ibn Mubariz al-Din Muhammad ibn Sharaf al-Din Muzaffar ibn Shuja al-Din Mansur ibn Ghiyath al-Din Hajji, conegut com a Zain al-Abidin, fou un príncep i emir muzaffàrida que va governar a Siraz (Fars) del 1384 al 1387 i a Esfahan del 1376 a vers el 1380 i del 1389 al 1391. Era fill de Xah Xuia.
A la mort del seu pare el 9 d'octubre de 1384 se'l va designar seguint la decisió del difunt (que d'altra banda va cedir Kirman al seu propi germà Imad al-Din Sultan Ahmad). En aquell moment Shah Yahya tenia el govern d'Esfahan i el de Yadz (aquest des de 1353 amb alguna interrupció) i com a fill gran del fill gran de Mubariz al-Din Muhàmmad podia optar a la successió, per lo que no va tardar en atacar Shiraz.
Sultan Bayazid de Sultaniya i Qazwin, vassall de Xah Xuia, va abandonar la fidelitat als muzaffàrides de Shiraz i es va aliar a Shah Yahya d'Esfahan. No obstant no hi va arribar a haver xoc entre l'exèrcit d'Esfahan i el de Shiraz i una mena d'acord entre les dues parts es va establir. Això va disgustar a la noblesa d'Esfahan que va enderrocar a Shah Yahya que va haver de fugir a Yadz amb la seva guàrdia. Pel seu costat Sultan Bayazid va desistir de mantenir Sultaniya i Qazvin i les va cedir al seu germà Ahmad ibn Uways, i es va dirigir al Luristan (Lur-i Buzurg), amb uns pocs centenars de soldats fidels, amb lo qual va deixar de representar un perill. Zayn al-Abidin va nomenar aleshores pel govern d'Esfahan al germà de la seva mare, Amir Muzaffar-i-Kashi.
El 1387 el conqueridor Tamerlà es va dirigir cap a Fars. En saber-ho Zayn al-Abidin Ali, que rebutjava la submissió, va decidir refugiar-se temporalment a Bagdad amb la dinastia jalayírida i va abandonar Shiraz smb els seus amirs, soldats i tresors. El camí era a través de Luristan fins a Shushtar, la capital del Khuzestan, en mans del seu parent Shah Mansur, germà de Shah Yahya de Yadz. En arribar a prop de Shushtar es va trobar amb la gent de Shah Mansur i fou conduit creuant un riu cap a la rodalia de la ciutat on van acampar. Allà foren atesos hospitalàriament per Shah Mansur i va rebre la visita de la dona d'aquest últim (que era filla de Shah Shuja i, per tant, la seva germana o mitja germana) i el seu fill Sultan Ghadanfar.
Gradualment la confiança va créixer entre les dues parts; primer els soldats de Zayn al-Abidin i finalment ell mateix amb els seus capitans, es va aventurar a visitar la ciutat de Shushtar, fins que de sobte Shah Mansur va detenir i lligar a Zayn al-Abidin i als seus oficials i es va apoderar del tresor i propietats i va convidar als soldats a entrar al seu servei. Sabent Mansur que el seu germà Shah Yahya havia entrat a Shiraz quan Tamerlà havia retornat a Samarcanda (i per tant que aquest ja no era una amenaça), va tancar a Zayn al-Abidin a la ciutadella, va aconseguir el servei de molts dels seus amirs i es va dirigir a Shiraz. Shah Yahya, incapaç de fer-li front per manca de mitjans, es va retirar a Yadz i Mansur es va apoderar de Shiraz sense oposició; va detenir als principals nobles i va fer cegar a l'amir Ghiyath al-Din Mansur Shul.
Absent Shah Mansur que es va establir de manera permanent a Shiraz, alguns dels encarregats de la custodia de Zayn al-Abidin a Shushtar van acceptar alliberar-lo i el van enviar a Esfahan on fou ben rebut pel poble (1389).
Shah Yahya, que governava a Yadz, va convencer al seu germà Zayn al-Abidin d'Esfahan de fer aliança amb Sultan Ahmad de Kirman per venjar-se de Shah Mansur. Zayn al-Abidin i Sultan Ahmad (acompanyat del seu fill Ghiyath al-Din Muhammad) es van trobar a Sirjan, als límits occidentals del Kirman, el gener de 1391, sota la hospitalitat del governador local Sultan Abu Ishaq ibn Sultan Uways ibn Shah Shuja, nebot dels dos homes. Als pocs dies van sortir cap a Fars. A Tarim (Tarom) se'ls va unir l'agrupament Hazara, però el avanç fou bloquejat a Furg per un fort exercit enviat per Shah Mansur. Sultan Ahmad i Zayn al-Abidin es van dirigir a Nayriz via Khush-Nawa. Shah Yahya va enviar un missatge que anava cap allí a tota velocitat i que els aliats esperessin la seva arribada; tot i el consell dels caps militar de seguir avançant, els aliats van esperar 10 dies l'arribada de Yahya; aquest no va arribar i mentre Shah Mansur va retornar a Shiraz, va reclutar més gent i va sortir a la lluita altre cop. Sultan Ahmad i Zayb al-Abidin va seguir cap Sarwistan per retrocedir a Fasa mentre Mansur anava per una altra ruta cap al Garmsir. Els dos exercits es van trobar a Fasa un divendres a la tarde. Mansur (que esperava reforços) va fingir que volia arribar a un acord pacífic i el combat es va ajornar fins al dissabte quan Mansur va atacar els exèrcits rivals i els va derrotar matant a molts. Els que van poder fugir es van dirigir a Kirman mentre Zayn al-Abidin es va separar a Qatra i va anar cap a Esfahan.
Shah Mansur deprés de la victòria va tornar a Shiraz i se li van unir molts desertors de l'exèrcit enemic. Va marxar aleshores cap a Esfahan i Zayn al-Abidin, sense recursos per fer-li front, va fugir a Khurasan (província mongola), via Rayy. Mansur va entrar a Esfahan sense lluita mentre que Zayn al-Abidin arribava a Rayy on el governador Musa Jawkar “el granger de cibada” el va trair i el va fer presoner i el va enviar encadenat a Mansur que immediatament el va fer cegar, un càstig cruel que els contemporanis li van retreure.
Aquest fet tant desgraciat no obstant, li va salvar la vida el 1393 quan Tamerlà va ordenar matar a tots els prínceps muzaffàrides però en va excloure els prínceps cecs (que en aquest cas només eren dos que seguissin vius, Zayn al-Abidin Ali i el seu germà Sultan Shibli), als que es va emportar a Samarcanda. El fill de Zayn al-Abidin, sultan Mutasim, que devia ser un adolescent, va poder anar amb el seu pare i va gaudir de prou llibertat ja que a la mort del conqueridor (1405) va poder tornar i reclamar l'herència muzaffàrida a Esfahan, però no va reeixir i va morir en combat el 1409.